# Chu Cảnh vương
Chu Cảnh Vương (chữ Hán: 周景王; trị vì: 544 TCN - 520 TCN), tên thật là Cơ Quý (姬貴), là vị vua thứ 24 của nhà Chu trong lịch sử Trung Quốc.

## Thân thế
Ông là con trai của Chu Linh Vương – vua thứ 23 nhà Chu. Năm 545 TCN, Chu Linh vương chết, anh ông là thái tử Tấn cũng qua đời trước đó nên ông nối ngôi, tức Chu Cảnh vương.

## Trị vì
Năm 527, thái tử qua đời. Thái tử (sử ký không ghi rõ tên) là người hiền minh, nhưng không may mất trước cha. Ngoài thái tử, Chu Cảnh vương còn hai người con nữa là vương tử Mãnh và vương tử Triều. Cảnh vương yêu quý con nhỏ là vương tử Triều, muốn lập làm thái tử, nhưng chưa quyết định.
Năm 520 TCN, Chu Cảnh Vương mất. Ông ở ngôi 24 năm. Trong triều nhà Chu xảy ra biến loạn tranh giành ngôi vua giữa các con ông.